# جين إف. فرانكلين
جين إف. فرانكلين (بالإنجليزية: Gene F. Franklin) هو مهندس كهربائي أمريكي، ولد في 24 يوليو 1927 في بانير إلك في الولايات المتحدة، وتوفي في 9 أغسطس 2012 في بالو ألتو في الولايات المتحدة.